# Britse Goudkust
De Britse Goudkust was van 1821 tot 1957 een kolonie van het Britse Rijk aan de Goudkust, gelegen aan de Golf van Guinee, de brede inham van de Atlantische Oceaan aan de westkust van het Afrikaanse continent.
De kolonie werd op 7 mei 1821 gesticht als onderdeel van Brits-West-Afrika. In respectievelijk 1850 en 1871 werden de Deense en Nederlandse Goudkust bij de Britse kolonie gevoegd. Vanaf 1874 was Britse Goudkust een aparte kolonie. In 1896 werd Ashanti verslagen en werd het gebied van de Ashanti een Brits protectoraat onder de gouverneur van de Britse Goudkust, evenals de ten noorden van Ashanti gelegen Northern Territories. In 1956 werd Brits-Togoland bij de Britse Goudkust gevoegd en in 1957 werden al deze gebieden een dominion onder de naam Ghana.

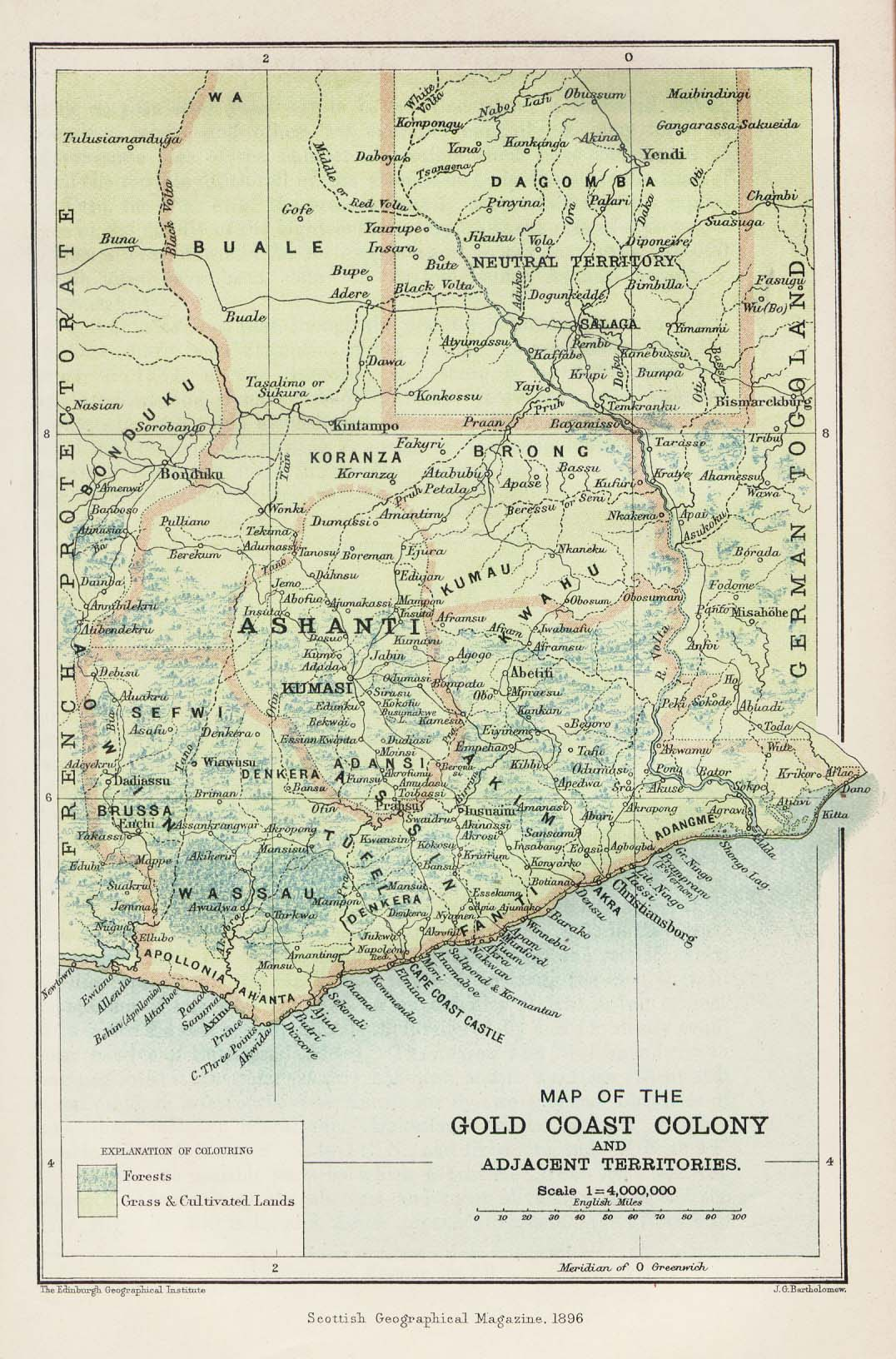
Kaart van de Britse Goudkust in 1896